# Epicauta jeffersi
Epicauta jeffersi är en skalbaggsart som beskrevs av Pinto 1980. Epicauta jeffersi ingår i släktet Epicauta och familjen oljebaggar. Inga underarter finns listade i Catalogue of Life.